# Due vite (singolo)
Due vite è un singolo del cantante italiano Marco Mengoni, pubblicato l'8 febbraio 2023 come unico estratto dalla riedizione del settimo album in studio Materia (Pelle).
Con questo brano l'artista ha vinto il Festival di Sanremo 2023, segnando così la sua seconda vittoria alla manifestazione canora a distanza di dieci anni dalla sua ultima partecipazione durante l'edizione 2013, in cui trionfò per la prima volta presentando L'essenziale. Grazie alla vittoria del festival, Mengoni ha poi rappresentato l'Italia all'Eurovision Song Contest 2023, in cui si è classificato quarto, vincendo il Marcel Bezençon Awards alla composizione musicale. 
Si tratta inoltre del singolo di maggior successo dell'artista in quanto certificato sei volte disco di platino per aver venduto oltre 600 000 copie, superando il precedente singolo che deteneva questo titolo, Guerriero, certificato sei volte disco di platino per aver venduto oltre 300 000 copie.

## Descrizione
Il brano è stato scritto da Mengoni assieme a Tropico e Davide Simonetta, quest'ultimo anche produttore insieme a E.D.D.. Il cantante ne ha raccontato il significato:
Mengoni si è soffermato sull'ispirazione del brano, trovata nella figura di Lucio Dalla, spiegando che si tratta di «una canzone piena di parole, una tensione continua che sembra non esplodere mai fino al momento in cui lascerò le mie corde vocali lì, a Sanremo. Non è stato facile affrontare questo pezzo, ma la cosa bella è che ci siamo fatti trasportare da Lucio Dalla lasciandoci ispirare, ricordandolo. Ho approcciato al canto in questo modo: poco fiato, tante parole e molta tensione per poi arrivare a esplodere».
Il brano segna la terza partecipazione del cantante al Festival di Sanremo dopo quella del 2010 con Credimi ancora, con la quale si è classificato al terzo posto, e quella sopracitata del 2013.
Il 31 marzo 2023 il cantante ha pubblicato una versione del singolo modificata per l'Eurovision Song Contest, che si differenzia per una durata inferiore e per la parziale rimozione di alcune parti del testo originale, come previsto dal regolamento della manifestazione. Nel maggio successivo Mengoni si è esibito con il brano nella finale eurovisiva, al termine della quale si è classificato al quarto posto su 26 partecipanti con 350 punti totalizzati, conquistando il terzo posto nel voto della giuria ed il sesto posto nel televoto rispettivamente con 176 e 174 punti.
Il 17 ottobre 2023 esce una versione del brano in francese intitolata La dernière chanson, la quale mantiene comunque parte del testo in italiano.

## Accoglienza

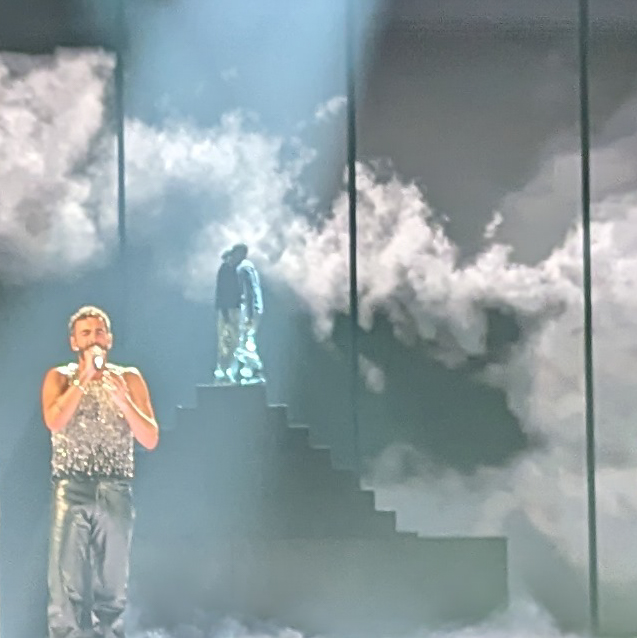
Marco Mengoni durante l'esecuzione di Due vite alla finale dell'Eurovision Song Contest 2023

Andrea Laffranchi del Corriere della Sera assegna una votazione di 8 su 10, definendo la canzone una «ballad classica» che «dosa bene melodia e ritmo», dove «i pensieri si rincorrono». Anche Valentina Colosimo di Vanity Fair afferma che il brano «permette a Mengoni di sfoggiare tutte le sue doti canore» portando allo spettatore «una tonnellata di sentimenti». Gianni Sibilla di Rockol definisce il brano «minimale» che «nella prima parte gioca sulla sottrazione più che sull’enfasi, poi va in crescendo, con un bell’arrangiamento», trovando tuttavia «un testo molto classico».
Gianni Poglio di Panorama definisce l'interpretazione del cantante «magistrale», con una combinazione perfetta tra «voce, parole e arrangiamento». Fabio Fiume di All Music Italia descrive Due vite un brano «moderno» e che «ne rispetta sia la bellezza vocale che le migliori prerogative per essere personale», assegnando un punteggio 7,5 su 10. Andrea Conti de Il Fatto Quotidiano scrive che la canzone «parte come ballad e poi cresce senza mai fermarsi» con un testo che parla «d’amore e di riflessione» e «restituisce un Mengoni maturo e al massimo delle sue potenzialità». Mattia Marzi per Il Messaggero la definisce «una ballata elegante e intensa» in cui il testo «è un fiume di parole, quasi come fosse un flusso di coscienza».
Meno entusiasta la recensione di Francesco Prisco de Il Sole 24 Ore, che assegna un punteggio di 6- su 10 e scrive che «Mengoni fa Mengoni: la cosa che gli riesce meglio».

## Video musicale
Il video, diretto da Roberto Ortu, con la fotografia di Francesco Piras, è stato reso disponibile in concomitanza del lancio del singolo attraverso il canale YouTube del cantante. Le riprese hanno avuto luogo sulle dune di Piscinas in Sardegna.
Con quasi 100 milioni di visualizzazioni alla fine dell'anno, è risultato essere il video musicale più visto nel 2023 su YouTube in Italia.

## Tracce
Testi di Davide Petrella, Davide Simonetta e Marco Mengoni, musiche di Davide Petrella e Davide Simonetta.
Download digitale
1. Due vite – 3:45

Download digitale – Eurovision Version
1. Due vite (Eurovision Version) – 3:04

## Classifiche

### Classifiche settimanali
| Classifica (2023) | Posizione massima |
| ----------------- | ----------------- |
| Austria           | 50                |
| Grecia            | 21                |
| Islanda           | 16                |
| Italia            | 1                 |
| Lituania          | 14                |
| Svezia            | 56                |
| Svizzera          | 2                 |

### Classifiche di fine anno
| Classifica (2023) | Posizione |
| ----------------- | --------- |
| Italia            | 2         |
| Svizzera          | 99        |
| Classifica (2024) | Posizione |
| Italia            | 68        |

## Riconoscimenti
- Eurovision Song Contest
  - 2023 – Marcel Bezençon Awards alla composizione musicale
- SIAE Music Awards[30]
  - 2024 – Canzone locali da ballo con musica live
  - 2024 – Miglior canzone social
  - 2024 – Candidatura alla Miglior canzone streaming
- TIM Music Awards[31]
  - 2023 – Premio singolo multiplatino